# 孟买市郊铁路
孟买市郊铁路是位于印度孟买大都会区的市郊铁路系统，是孟买公共交通系统的重要组成部分，由印度铁路公司下属的西部、中部铁路区运营。系统全长427.5公里，每日开行列车超过3000班，日客流量超过750万人次，超过印度铁路每天运送乘客能力的一半，是世界上最繁忙的通勤铁路系统之一。在线路上定时来往的列车被市民称为本地火车（local trains）或简称为locals。
孟买市郊列车利用印度铁路公司的铁路网，由中央线、西线、海港线、跨海港线、内卢-乌兰线、潘维尔-卡尔贾特线（建设中）、瓦塞路-罗哈线七个运行系统组成，其中中央线的一段于1853年3月兴建，是印度乃至全亚洲最古老的一条客运铁路，第一列火车于1853年4月16日开行，在孟买伯里邦德站（现贾特拉帕蒂·希瓦吉·摩诃罗阇终点站附近）和塔那站之间开行，里程34千米。

## 历史

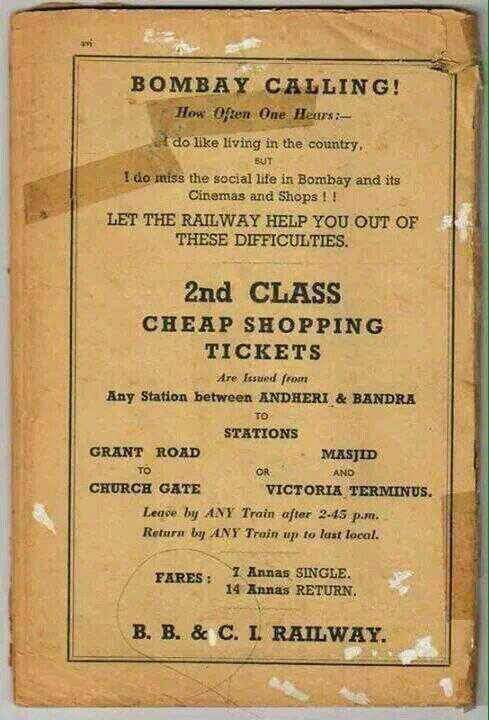
孟买、巴罗达及中印度铁路公司宣传广告

孟买市郊铁路的历史，可追溯至1853年4月16日开行的印度第一列铁路客运列车，该列车由大印度半岛铁路公司（现在的印度中部铁路区）开行，来往孟买伯里邦德站（现贾特拉帕蒂·希瓦吉·摩诃罗阇终点站）及塔那站，该段铁路是印度首条客运铁路的一部分，由英国东印度公司修建，现今的孟买市郊铁路中央线列车利用该段铁路开行。第一列旅客列车由3辆机车及14节车厢组成，于15:35发车，耗时57分钟，运行里程34公里，中途停靠锡永站并进行加水作业。
1867年4月，由孟买、巴罗达及中印度铁路公司（现西部铁路区）兴建的孟买至巴罗达铁路通车，开行的首班列车来往维拉站及教堂门站。现在的孟买市郊铁路西线列车利用该段铁路开行。
1925年2月3日，中央线开行首列以電聯車担当的市郊铁路列车，由维多利亚终点站（现称贾特拉帕蒂·希瓦吉·摩诃罗阇终点站）开往库尔拉站，使用1500V直流电接触网供电，此后市郊铁路西线也于1928年1月5日开行首列电力动车组，从教堂门站至博里瓦利站，使用5000V直流供电。截至2016年，孟买市郊铁路网络已全面改造为25kV 50Hz交流电供电方式。
孟买铁路历史团体已经沿铁路线努力搜寻铁路遗产的档案。

## 线网
|               |            |                         |            |               |        |                  |
| 线路名称      | 隶属       | 起讫点                  | 起讫点     | 长度 （千米） | 车站数 | 开通客运列车日期 |
| 中央线        | 中部铁路区 | 贾特拉帕蒂·希瓦吉终点站 | 卡萨拉站   | 180           | 62     | 1853年4月16日    |
| 中央线        | 中部铁路区 | 贾特拉帕蒂·希瓦吉终点站 | 科波利站   | 180           | 62     | 1853年4月16日    |
| 西线          | 西部铁路区 | 教堂门站                | 达哈努路站 | 124           | 39     | 1867年4月12日    |
| 海港线        | 中部铁路区 | 贾特拉帕蒂·希瓦吉终点站 | 戈雷冈站   | 66            | 32     | 1910年12月12日   |
| 海港线        | 中部铁路区 | 贾特拉帕蒂·希瓦吉终点站 | 瓦西站     | 66            | 32     | 1910年12月12日   |
| 跨海港线      | 中部铁路区 | 塔那站                  | 潘维尔站   | 38            | 16     | 2004年11月9日    |
| 跨海港线      | 中部铁路区 | 塔那站                  | 瓦西站     | 38            | 16     | 2004年11月9日    |
| 内卢-乌兰线   | 中部铁路区 | 内卢站                  | 哈尔科帕站 | 12            | 7      | 2018年11月11日   |
| 内卢-乌兰线   | 中部铁路区 | 贝拉布尔CBD站           | 哈尔科帕站 | 12            | 7      | 2018年11月11日   |
| 瓦赛路-罗哈线 | 中部铁路区 | 瓦赛路站                | 罗哈站     |               | 23     |                  |

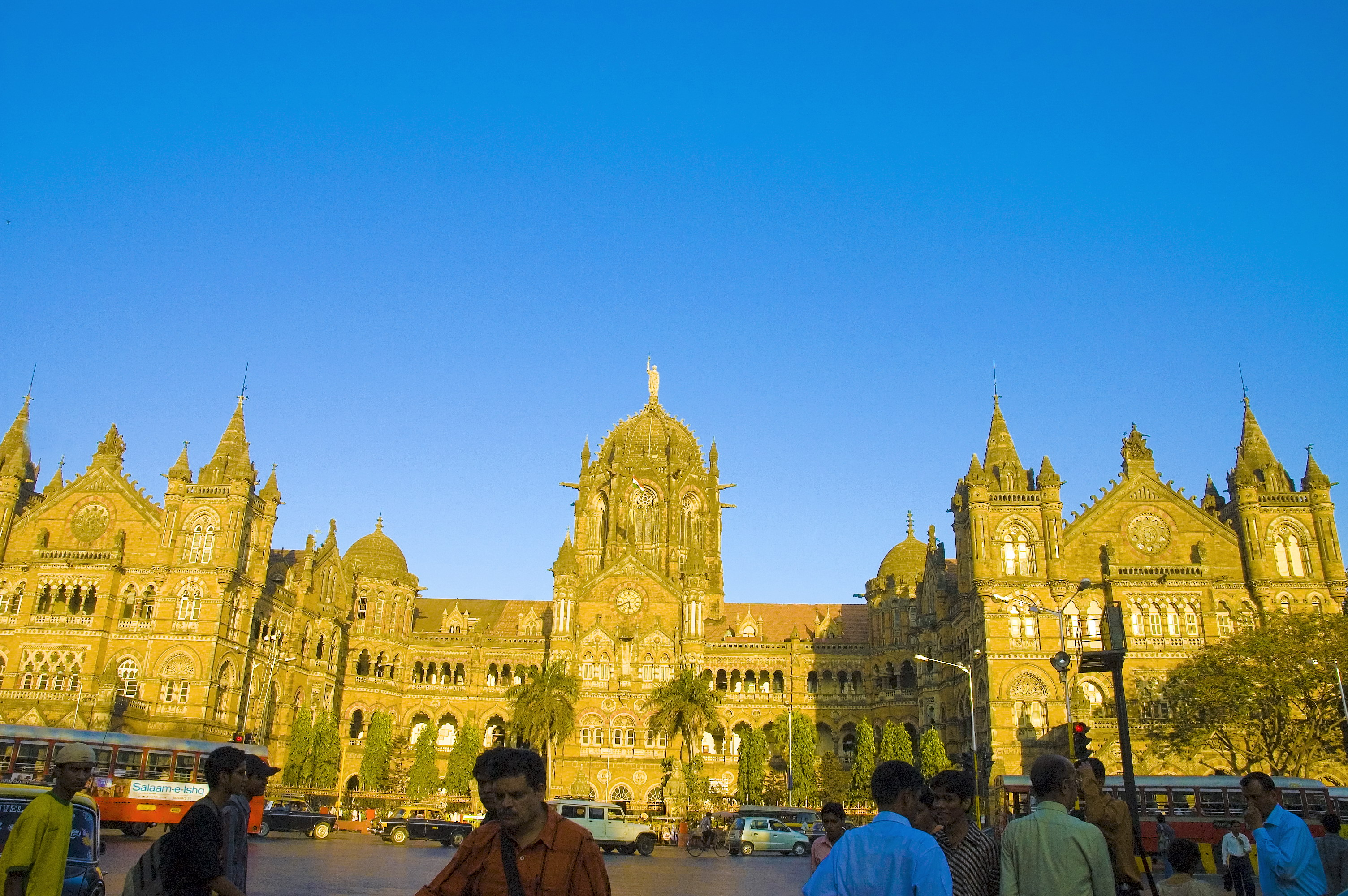
贾特拉帕蒂·希瓦吉终点站

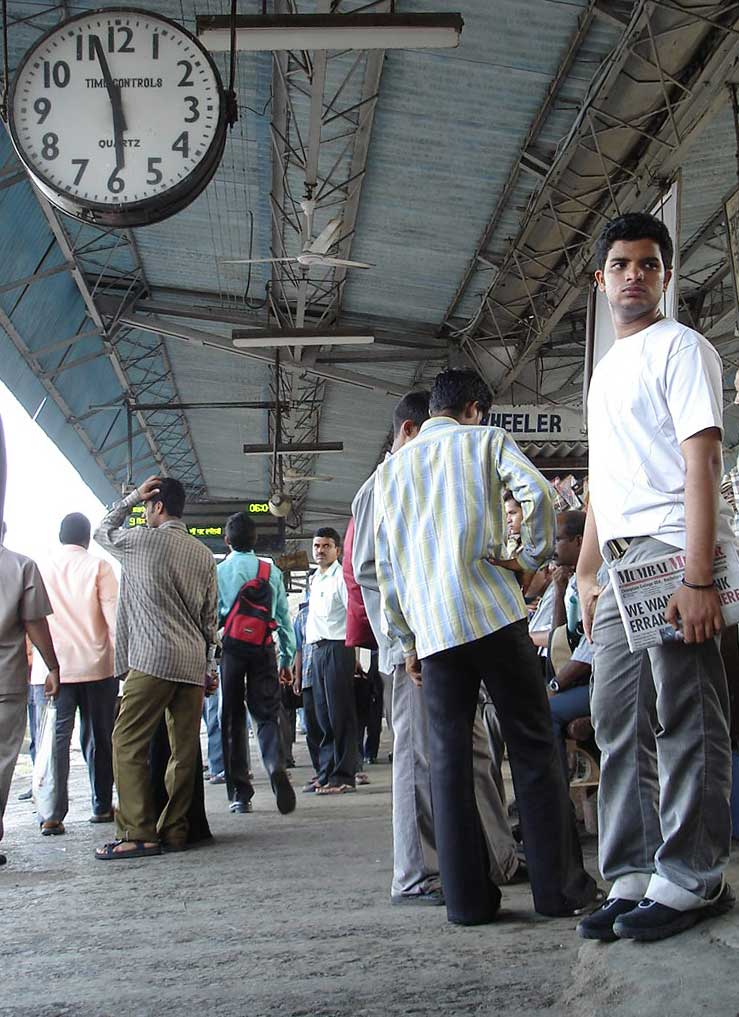
在海港线班德拉站候车的乘客

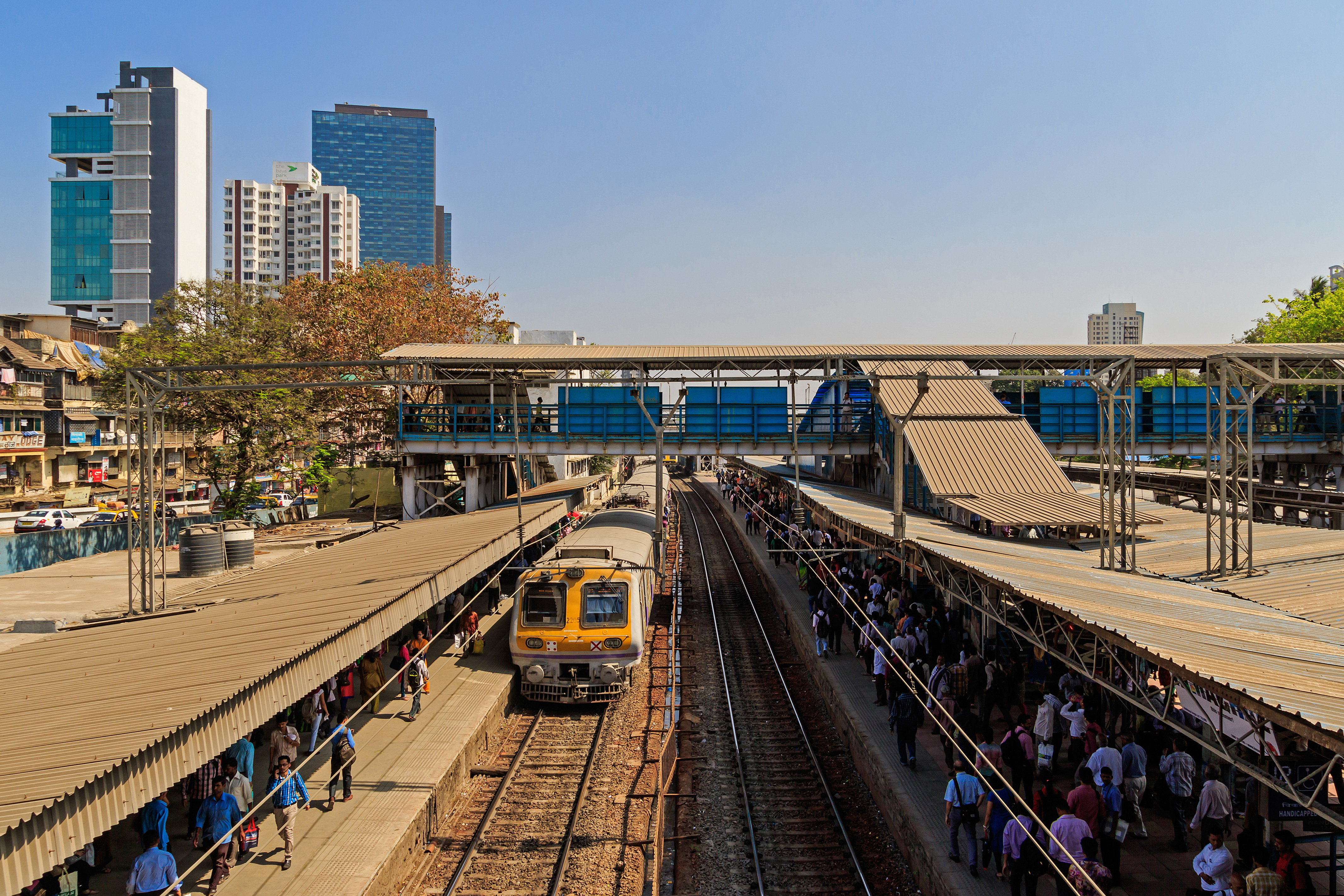
达达尔站

孟买市郊铁路系统由印度铁路公司下属的西部铁路区（WR）和中部铁路区（CR）运营。中央线和西线的快速通勤铁路走廊与长途列车、货运列车共用，而市郊列车则在与之平行的独立轨道上运行。西部铁路区运营西线，中部铁路区运营中央线、海港线、跨海港线、内卢-乌兰线、潘维尔-卡尔贾特线、瓦塞路-罗哈线。

### 中央线
中央线（Central Line）由一条主线和两条支线组成，主线从贾特拉帕蒂·希瓦吉终点站至卡良交汇站（全长54公里），并从此站分出两条支线，其中一条连接东北方向的卡萨拉站（全长67公里），另一条连接东南方向的科波利站（全长61公里）。主线为四线区段，支线为复线及单线。主线开行快车和慢车，列车在支线区间停靠沿途各站。
中央线使用庞巴迪和西门子制造的电力动车组，配有空调。车辆基地位于库尔拉和卡尔瓦。

### 西线
西部线（Western Line）沿西海岸从教堂门站延伸至达哈努路站（全长124公里），其中维拉站以南的路段（全长60公里）为四线区段，市郊列车使用专用轨道行驶。维拉站以南同时开行快车和慢车。维拉站至达哈努路站间有区间列车开行，使用印度铁路干线电力动车组开行。此外还有列车从达哈努路站途经西线和瓦赛路-罗哈线运行至潘维尔站。
西线使用庞巴迪制造的电力动车组，配有空调，快车和慢车分别以15编组和12编组运行。车辆基地位于孟买中央站、坎迪瓦利站和维拉站。马哈拉克西米站设有维修所。

### 海港线
海港线（Harbour Line）从贾特拉帕蒂·希瓦吉终点站出发，行经与中央线并行的轨道，在桑赫斯特路站上跨中央线，继而转向孟买东部码头地区。线路在瓦达拉路站之后的拉维尔交汇处分成两条支线：
- 西侧支线在马希姆交汇站（英语：Mahim Junction railway station）开始与西线并行，前往戈雷冈站（英语：Goregaon railway station），未来将延伸至博里瓦利站（英语：Borivali railway station）；
- 东侧支线前往潘维尔站（英语：Panvel railway station），该支线在瓦西站（英语：Vashi railway station）与跨海港线相接。

海港线全长66公里，部分路段为高架铁路，包括桑赫斯特路站－棉绿站区间。海港线为复线铁路，所有列车都是慢车。车辆基地设于桑帕达。

### 跨海港线
跨海港线（Trans-Harbour Line）连接塔那站和位于新孟买的潘维尔站，并有支线前往瓦西站。其中朱伊纳加尔站以南路段与海港线共轨运行。所有列车均为慢车。艾罗利站－科帕凯兰站区间有货运列车开行，列车通过侧线前往图勒皮的APMC市场卸货。
线路在1993年至2004年间仅办理货运业务，2004年11月9日后开始有市郊列车运行。

### 内卢-乌兰线
内卢-乌兰线（Nerul-Uran line，又名港口线）位于新孟买地区东南部，连接内卢站和乌兰城站，并设有支线前往贝拉布尔CBD站，其中内卢站－西伍兹达拉夫站区间与海港线共轨运行。线路第一期（内卢站和贝拉布尔CBD站至哈尔科帕站）于2018年11月11日通车。

### 瓦赛路-罗哈线
瓦赛路-罗哈线（Vasai Road–Roha Line）是围绕孟买市区北侧和东侧的绕线，连接位于北部郊区的西线瓦赛路站与南部郊区的罗哈站，与西线、中央线主线、海港线换乘，并在罗哈站与康坎铁路相接。目前该线路上有干线电力动车组、特快列车和货运列车行驶。MRVC正在计划沿此线路新建市郊铁路走廊。

## 未来发展
为使孟买市郊铁路适应日益增长的客流需求，印度铁道部联合马哈拉施特拉邦政府成立一家独立的企业实体，负责制定孟买市郊铁路的建设规划和政策。1999年7月12日，孟买铁路维卡斯有限公司（MRVC）成立，该企业为隶属铁道部的国有企业，拥有2.5亿卢比资本，负责在孟买都市交通计划（MUTP）下进行铁路设施建设，铁路建设资金来源由铁道部和马哈拉施特拉邦政府均分。
在MUTP-II计划下，海港线延伸至戈雷冈站，并将在MUTP-III计划下进一步延伸至博里瓦利站。
中部铁路区计划兴建连接内卢、贝拉布尔CBD和乌兰的市郊铁路（内卢-乌兰线），全长22.5公里，设10座车站，该线路已部分通车。
中部铁路区也计划开办卡良交汇站至纳西克路站的市郊列车服务，以刺激进出纳西克的通勤需求，目前只有三班城际列车连接孟买和该地区，两地里程132公里，满足铁路公司对电力动车组的开行规定。中部铁路区宣布将进行试运行，但试运行因塔尔河坛一带的隧道而受阻。

## 服务
孟买市郊铁路列车主要分为以下三种：
- 慢车（Slow trains，车次号以S结尾）停靠沿途各站，服务通勤乘客；
- 快车（Fast trains，车次号以F结尾）只停靠主要车站，部分快车在某些区段之后会以慢车形式运行，主要服务通勤乘客，并为其他出城列车提供快捷接驳；
- 空调列车（Air Conditioned trains，车次号以AC结尾）为装有空调的列车，可能以快车或慢车形式运行。

### 车厢席别

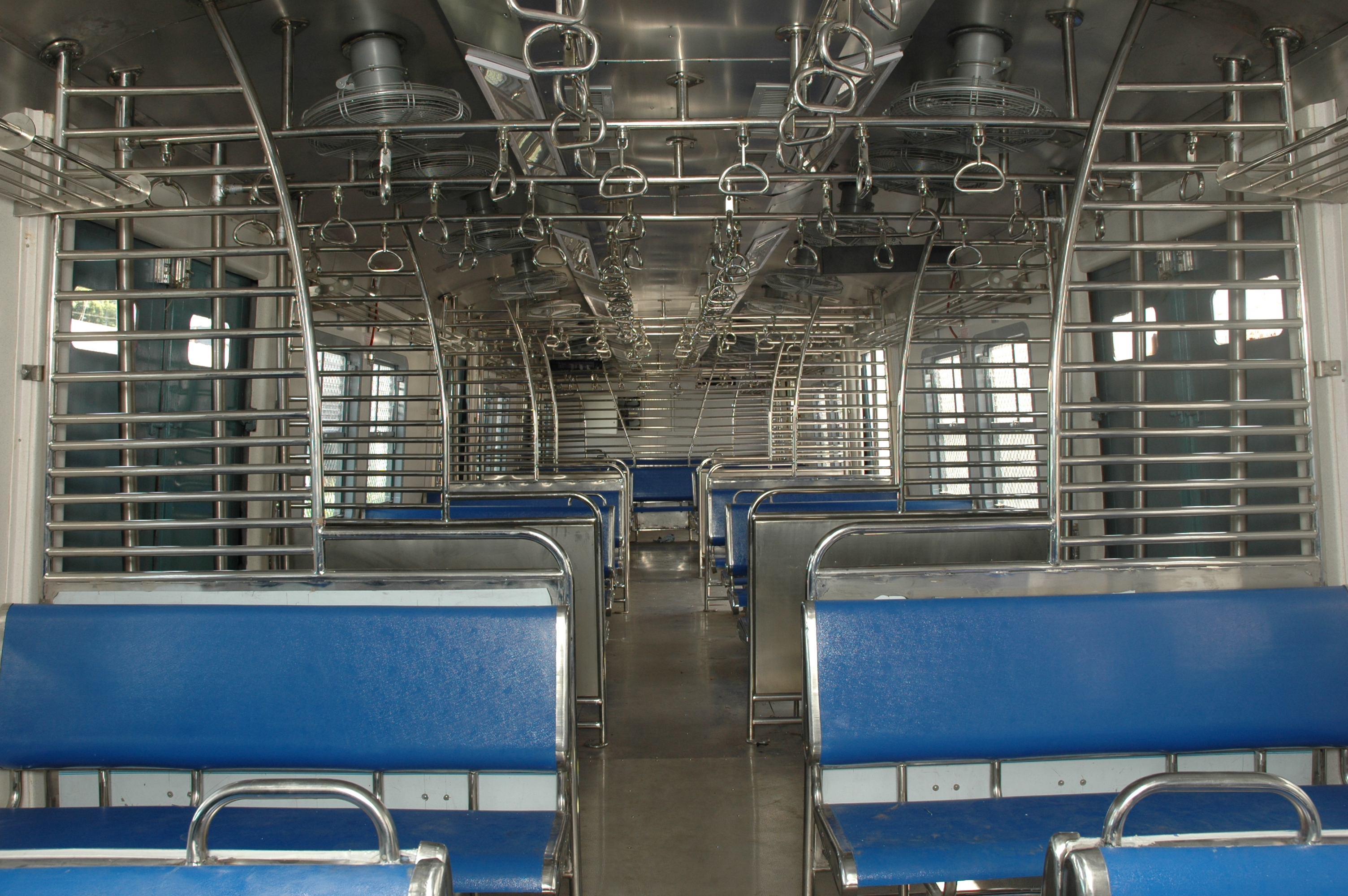
MRVC西门子列车内饰

孟买市郊列车为12或15编组。一等座和老年车厢的座椅装有坐垫，其他车厢一般为塑料座椅。孟买市郊列车的席别有：
- Class I（一等车厢）：车厢以红黄斜向色带标记，站台对应位置也有类似色带。一等座票价大约比二等座贵8倍，因此在平峰期往往不及二等座拥挤，但在高峰期一等座和二等座均十分拥挤，这是由于不少白领拥有雇主提供的票卡。一等座的座椅采用皮制坐垫。
- Class II（普通车厢、二等车厢）：采用塑料座椅。
- Class I-L（女士一等车厢）：类似于普通一等车厢，但只允许女性和13岁以下的男童乘坐，13岁以上男性乘车将被罚款。部分女士车厢会在23:15-06:30面向所有乘客开放，相关信息粘贴在车门旁。车厢以红黄斜向色带标记，站台对应位置也有类似色带。女士一等车厢一般紧邻女士二等车厢。
- Class II-L（女士二等车厢）：只允许女性和13岁以下的男童乘坐的二等车厢，乘车规定与女士一等车厢相同。车厢以黄绿斜向色带标记，站台对应位置也有类似色带。
- Divyangjan（残疾人、孕妇、癌症病人车厢）：残疾人、孕妇、癌症病人专用车厢。乘客可在站台上通过标志或蜂鸣声指示器找到车厢位置，或通过黄色盲道找到位置。此种车厢向所有性别开放，但乘客需提供有效残疾证明等文件方可乘车，无法出示证明而乘车将面临罚款。
- Senior citizens（长者车厢）：60岁以上老人专用车厢。此种车厢向所有性别开放，但乘客需提供有效年龄证明方可乘车，无法出示证明而乘车将面临罚款。
- Luggage（行李车厢）：大件行李可在此车厢运送，此种车厢空间较大，座椅较少。

1992年开始，孟买市郊铁路也开行女性专车，全车只设女性专用车厢，也有准女性专车，部分车厢为女性专用。这类列车往往与快车、慢车一起冠名，例如Slow Ladies Special。

### 空调
孟买市郊列车大多没有空调和通风系统，列车行驶过程中会保持门窗开启。2016年开始，印度铁路公司开行首班空调市郊列车，一般在潮湿闷热季节开行。空调列车分别于2017年12月25日和2021年在西线和中央线投入运营。

### 票务

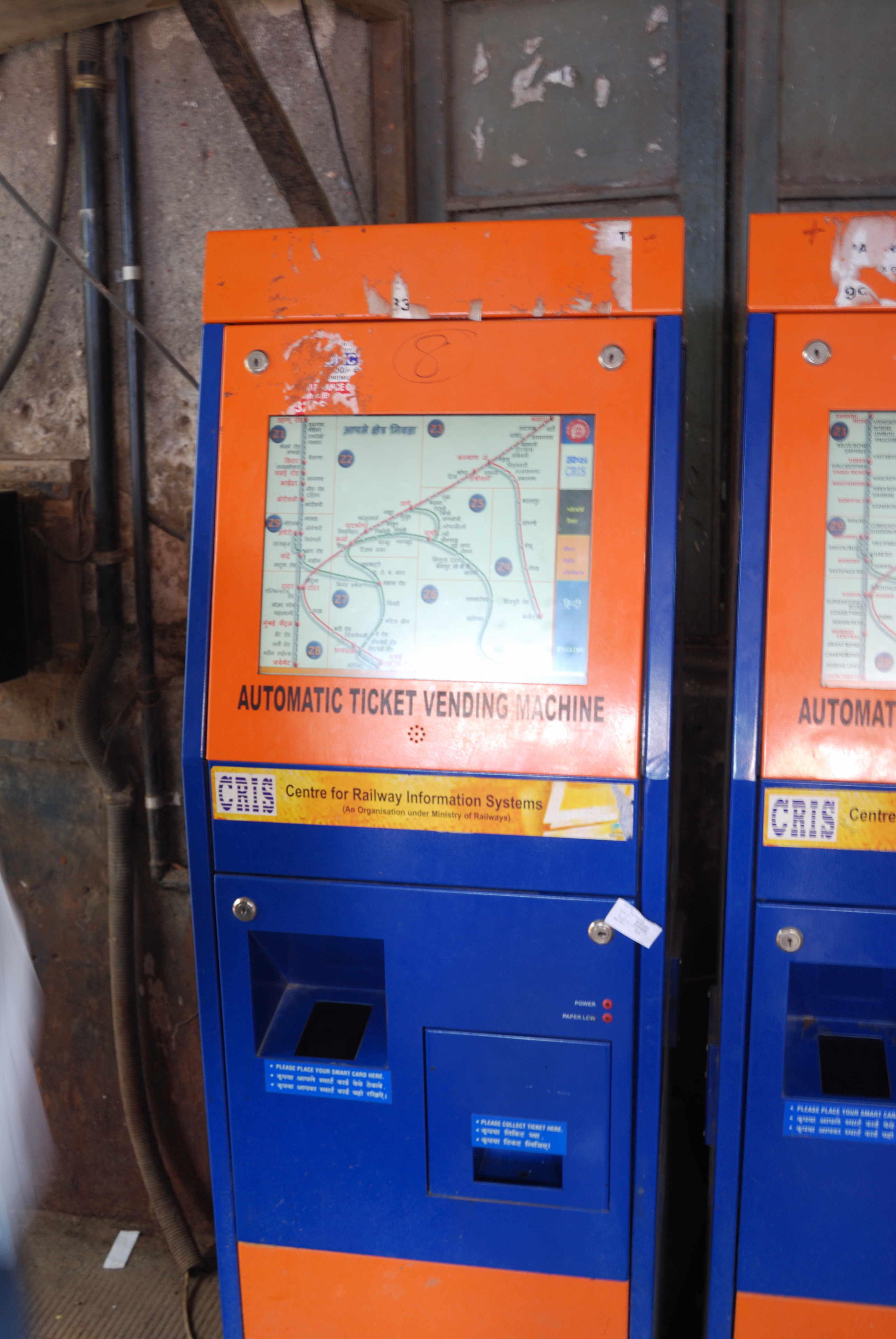
自动售票机

孟买市郊铁路使用信用乘车方式，车站不设闸机。逃票者一经查处将面临罚款，而未持有效车票乘坐一等车厢的罚款更高。各站点均可购票，售票窗口往往大排长龙。车票分为单程票和回程票，回程票在工作日的有效期截至次日，在周五的有效期截至下周一。市郊铁路也出售游客车票，有效期为一天、两天或五天，最多可提前三天购买。
不乘车而想前往站台接送客或使用人行天桥的人士需要购买站台票，价格10卢比，未持站台票而进入车站范围将被罚款。
售票机

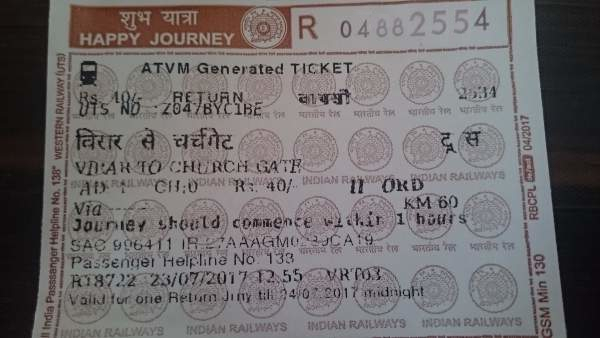
一张2017年的孟买市郊铁路车票，从维拉站到教堂门站。

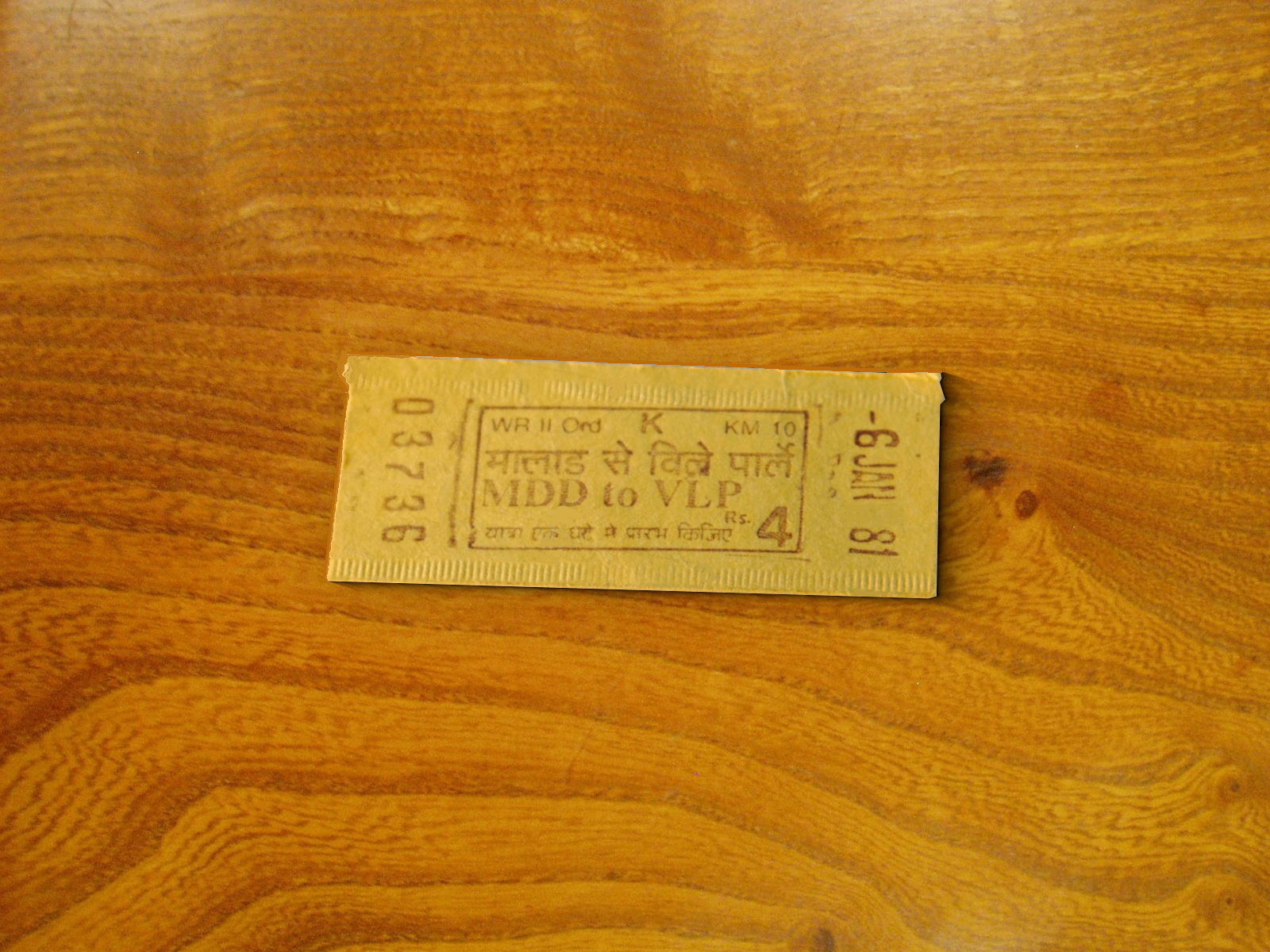
一张1981年的孟买市郊铁路车票，从马拉德站到维尔帕利站。

市郊铁路乘客可在自动售票机（ATVMs）购买车票。除了普通车票外，定期通勤的乘客也可购买季票，有效期一个月、三个月至一年，季票是定期通勤的乘客较经济和快捷的选择。
售票机最初只能使用铁路智能卡支付。2022年开始，自动售票机增加了QR码移动支付方式，支持Paytm、Freecharge等工具。
优惠券
过去，乘客还可购买优惠券册，并在各车站的优惠券识别机（CVMs）以较优惠价格购票，截至2012年10月，孟买市郊铁路大约有575台优惠券识别机，350台在中部铁路区，225台在西部铁路区。
由于优惠券造假现象泛滥，再加上缺乏透明度、难以追踪，2015年初，铁路部门决定从4月1日起停用优惠券识别机。
移动应用程序
为解决售票处大排长龙的问题，铁道部在2014年12月推出移动购票应用程序UTSOnMobile，最初在Android和Windows Phone平台推出，此后也在iOS平台推出
使用UTSOnMobile购票需先使用移动电话号码注册，之后可在RWallet预支付钱包中充值并购票，也可使用信用卡、借记卡、网络银行、IMPS、UPI或PayTM、MobiKwik等移动钱包支付。
最初，在应用程序上购票后，需要到车站售票机打印车票，受到通勤乘客的批评，此后在2015年7月应用程序更新，开始支持电子车票。此次更新后，用户只能在出发地车站半径30米至5公里范围内购票，不能在站台内购票。更新首日，该应用下载次数超过5万次。

### 保安
孟买市郊铁路的保安工作由铁路保护部队（RPF）和政府铁路警察（GRP）负责。
RPF是由印度铁道部领导的保安部队，依据1957年《铁路保护部队法》成立，有权搜查、逮捕、调查和起诉，不过最高权力由GRP拥有。
GRP是依据《1989年铁路法》成立的警察部队，负责维护所有铁路资产的法律秩序，例如负责铁路范围内的巡查工作。该警察部队由印度铁道部和马哈拉施特拉邦警察共同领导。GRP也负责为铁路保护部队提供协助。

## 列车

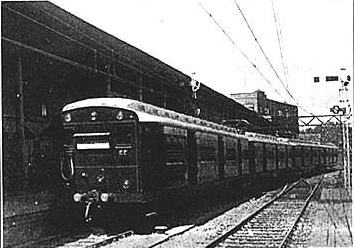
1925年开行的首列电力动车组市郊列车
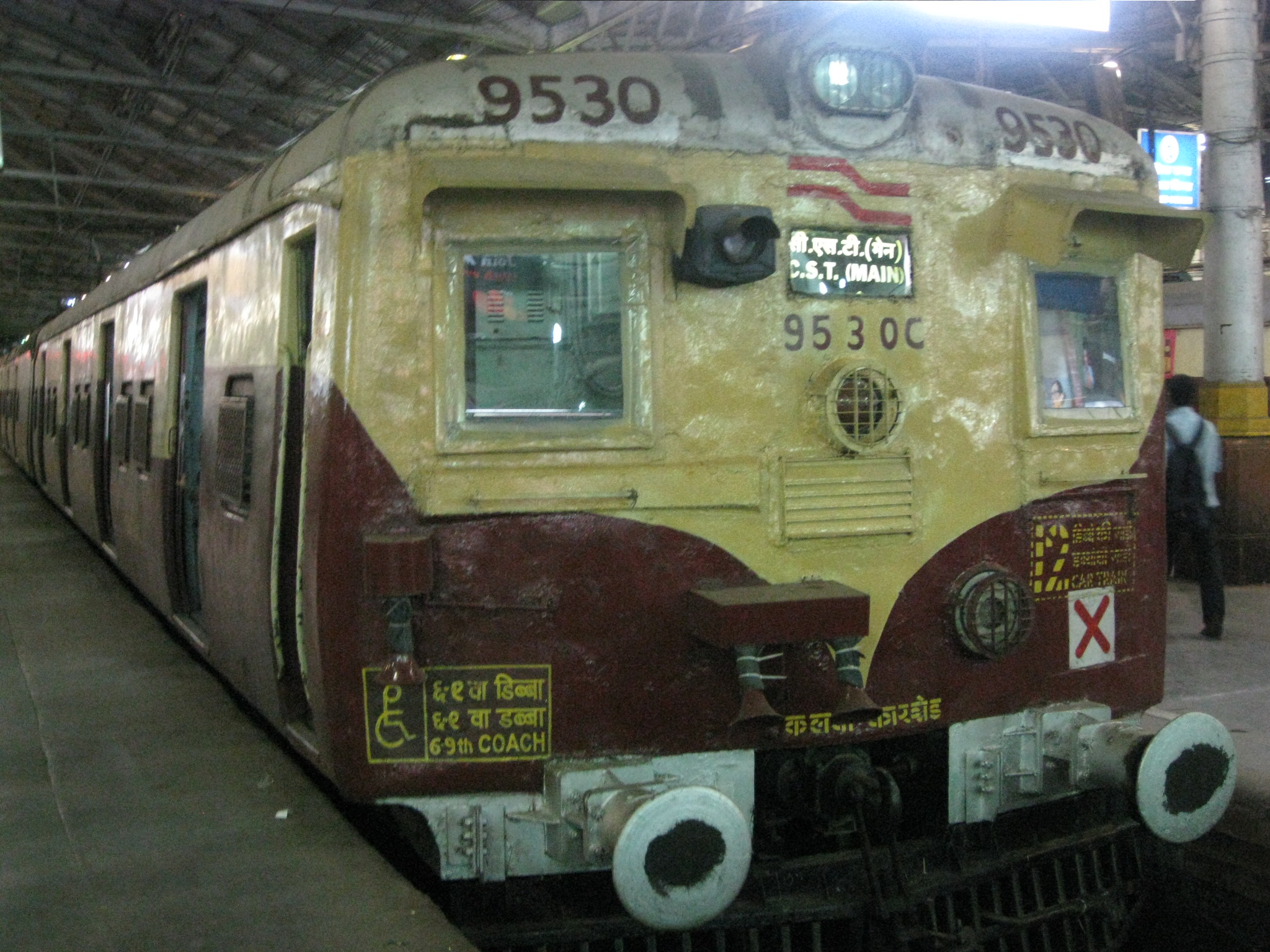
一列1950年代制造的列车，使用1500V直流电牵引，是孟买市郊铁路的第一批电力动车组之一，于2016年退出运营。这一外观设计俗称为“爱人”（Lovemate）。
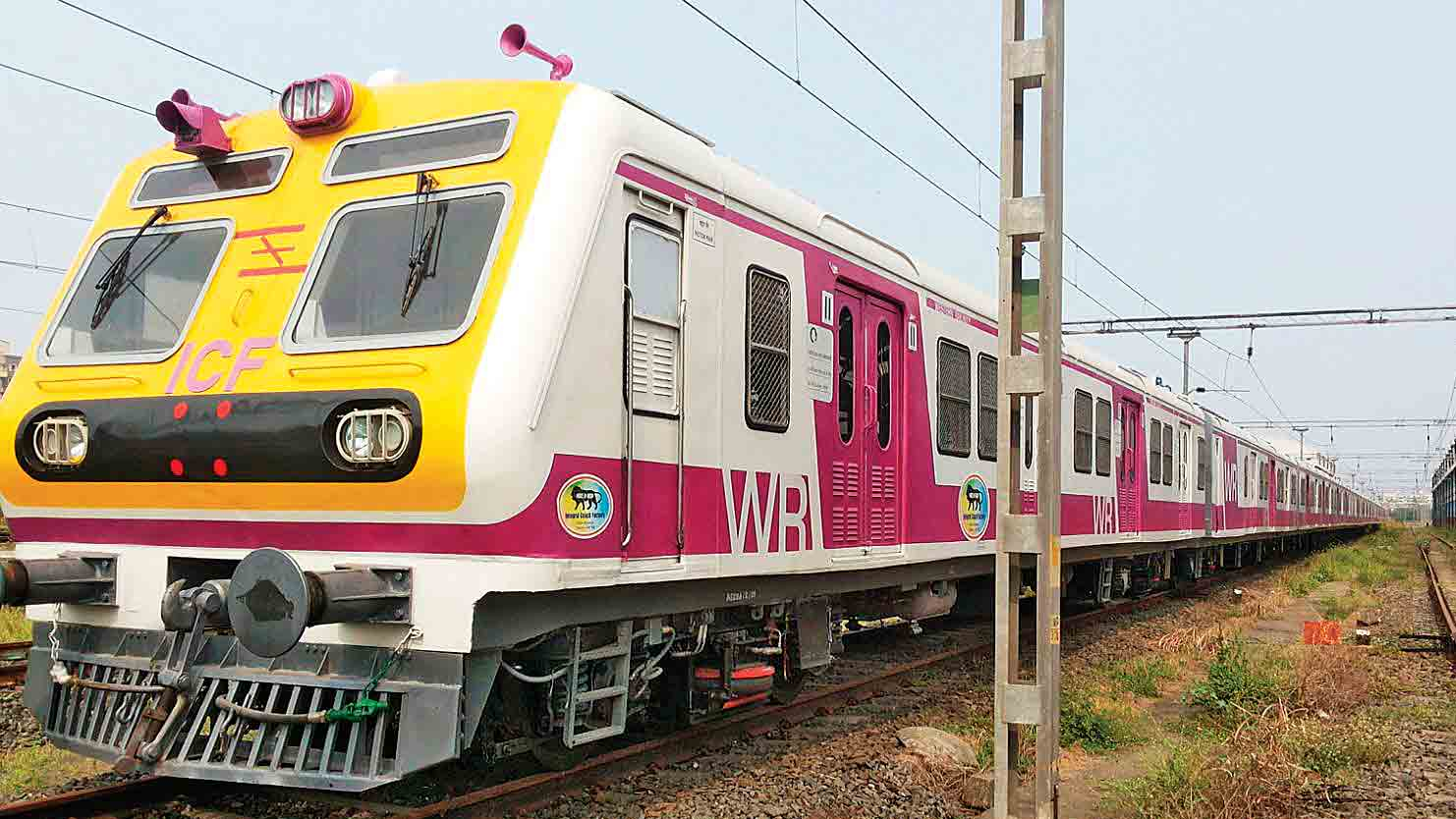
西线使用的美达列车
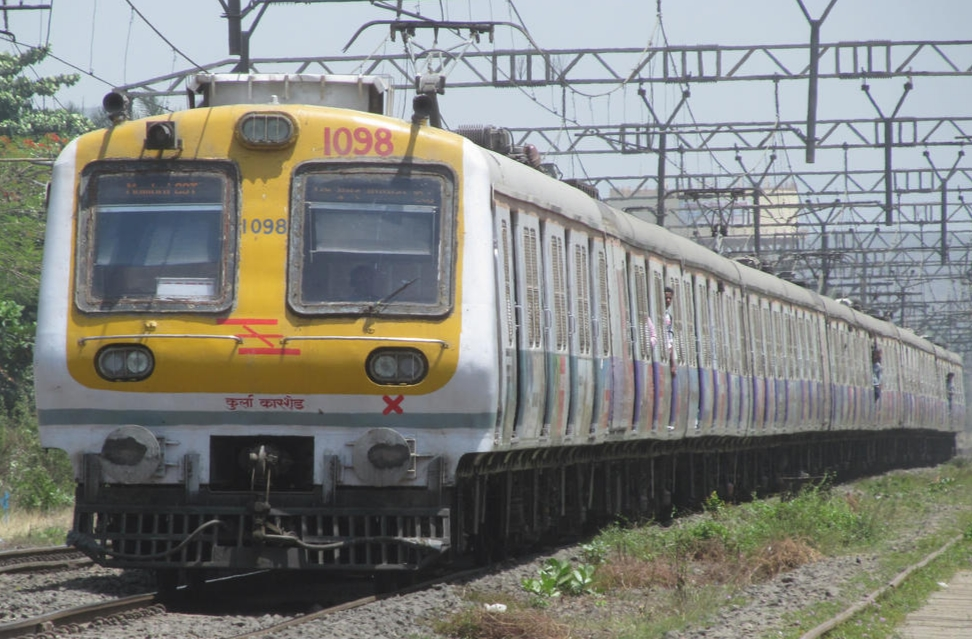
西门子制造的列车

孟买市郊铁路列车采用191组电力动车组运行，为12或15编组。为缓解拥挤问题，原有的9编组列车已被12编组列车替代。15编组列车在2009年11月21日首次使用，但数量较少。车辆制造商包括DMU、杰索普公司、西门子公司、庞巴迪公司和美达公司（Medha）。列车在金奈的整体铁路客车厂（ICF）制造。印度市郊铁路各线均为25 kV 50 Hz接触网供电，印度铁路公司计划在塔古里建造一座700兆瓦的天然气发电站，为孟买市郊铁路供电。

### 制造
目前西部及中部铁路区的列车仍有极少数较旧的列车，包括BHEL和ICF制造的最高时速85km/h的列车、MRVC西门子制造的最高时速100km/h的列车、ICF制造的庞巴迪和美达最高时速120km/h列车，在客流较少时运行。慢线上运行的列车平均旅速约35km/h，快线上则为40-50km/h。旧的BHEL非空调车即将退役。
2007年11月12日，在MUTP计划下，西部铁路区引入一列采用新设备的12编组西门子新列车，为129列新列车的第一列。这款车采用1xxx和2xxx编号系统，采用不锈钢车体，设有无软垫座椅、应急灯、较大尺寸的窗户和聚碳酸酯窗框，避震系统优化，车顶增设强制通风系统，各车厢设有基于GPS定位的乘客信息系统。新车的电机声也比旧列车更小。2010年开始，列车的车头涂成黄色，以便轨道上的维修工人看见列车。列车购置计划共耗资190亿卢比。作为计划的第一期，5列新列车在2014年1月运抵孟买。
2014年4月，由ICF制造的庞巴迪新列车开始运抵孟买，此批车在世界银行资助的孟买城市运输第二期计划下购置，采用5xxx编号系统。第一列车于2013年10月27日，在时任铁道部长苏雷什·帕布的指挥下从中央铁路区的洛克马尼亚·提拉克终点站驶出，并将于市郊铁路西线运行，但考虑到自动滑动门的需求，列车交付预计将推迟两年。2017年3月18日，第一批完全由印度制造的12编组新列车在西线投入运营，这批车由美达公司制造，编号为6xxx，最高时速110km/h，采用LED照明，最大载客量6050人，设有1168个座椅。2019年11月6日，编号5533-5536的新列车投入运营，这批车被称为“乌塔姆列车”（Uttam rake），由ICF制造，为非空调车，在西线上运行。

### 空调列车

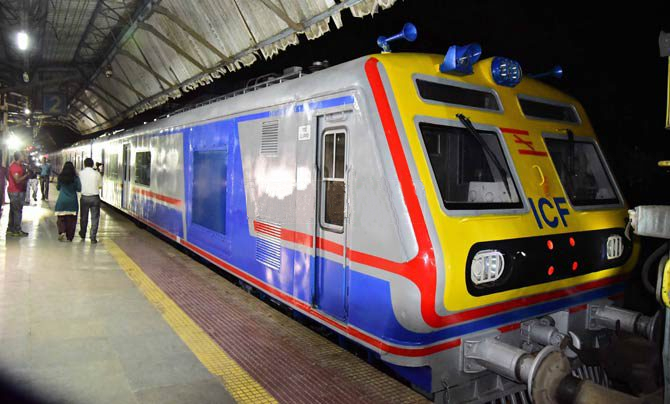
BHEL空调列车

引入空调列车的计划最早出现在2002年，当时计划在2013年引入，但由于列车设计和材料采购大幅延迟，计划受到拖延。
孟买市郊铁路第一列空调列车为BHEL电力动车组，在金奈ICF工厂制造，价格超过5亿卢比，2016年4月5日运抵孟买。该列车设有1028个座位，总共可容纳5964人。列车为12编组，由两列6节编组互相连通的列车连接而成，乘客最多可在6节车厢间移动。列车配备了新款的电子系统和软件、设有紧急开门功能的自动门，以及基于GPS定位的LED乘客信息系统。原有的通过拉动链条让列车紧急制动的装备改为每节车厢安装的4个电话，乘客可与司机联系。
中部铁路区和西部铁路区皆想获得这一款列车，西部铁路区甚至公布了空调列车的开行时刻表。时任铁道部长苏雷什·帕布宣布空调列车将于2016年3月16日移交给中部铁路区，然而由于新列车高度4.335米，超出了中央线的车辆限界4.270米，列车无法通过CSMT站和库尔拉站区间一些英治时期建设的低净空桥梁。此后中部铁路区总经理苏尼尔·库马尔·苏德坚持要求开展试验，并在海港线上使用新列车，但在苏德退休后，中部铁路区在2016年12月放弃这一计划。铁道部最终指示将这批列车转移至西部铁路区，列车在2017年5月12日移交。不过列车在西线上运行同样面临限界问题，西部铁路区总经理称这一问题可以修正。
2017年12月25日，第一列空调列车在西线投入运营，在运营初期的五个月达成100万乘客的载客量，其中在夏季的三月和四月，每月有超过30万乘客乘坐空调列车。目前空调列车在教堂门站和维拉站之间运行，在该区间内，博里瓦利站为空调列车带来最多利润。在增加7个停车站后，空调列车每月收入在710万卢比左右。此后又有9组空调列车陆续投入运营。
孟买市郊铁路的第四组空调列车，同时也是中央铁路区的第一组空调市郊列车，在2020年1月30日于跨海港线投入运营。第五组空调列车，同时也是中央线第一组空调列车，自2020年12月17日起于中央线CSMT站和卡良交汇站之间运行。2022年12月19日，第一组12节编组全部车厢贯通的空调列车在西线投入运营，该列车由美达公司制造。在MUTP-III和MUTP-IIIA计划下，西部铁路区决定投入更多空调列车，并最终将所有列车更换为空调列车。BHEL制造的空调市郊列车以7xxx编号，美达制造的空调市郊列车以8xxx编号。

## 问题

### 过度拥挤
孟买市郊铁路覆盖了都市圈人口密集区，使用率相当高，列车拥挤情况位居世界前列。在2010年，高峰期每列车乘客数量超过4500人，而平均每列车容量只有约2000人，这曾导致每平方米挤下14至16人的“超密集拥挤”（Super-Dense Crush Load）现象。中部铁路区曾因拥挤原因建议游客不要在工作日07:00-11:00和17:00-22:00时段乘坐市郊列车。

### 安全
印度政府智库称，孟买市郊铁路每年有接近2000人因意外死亡。2008年，每日死亡人数达到破纪录的17人。事故原因主要有横穿铁路，以及悬挂在列车外面时跌落。由于较旧款的孟买市郊列车没有通风系统，需要依赖自然通风，列车在行驶中会保持门窗开启，乘客往往会挂在地板边缘、车门踏板等处，高峰期容易发生跌落轨道的事故。此外，过去有乘客在高峰期坐在车顶，容易被接触网高压电击毙。
2011年中，一段孟买青年在市郊铁路海港线列车上悬挂于车厢外进行杂技动作的影片在互联网上流传。此后，孟买一名男孩在模仿影片动作时摔下列车死亡。
2010年，西部铁路区承诺，列车车顶上哪怕只有一人，列车都不会启动。中部铁路区在2011年与企业合作，于瓦达拉站附近通过增设警告牌、涂上油漆等心理干预方式，遏制横穿铁路的行为，试验结果为，死亡事故降低了75%。孟买市郊铁路近年引入的新款列车装有自动门，但铁路部门称全面安装自动门会令车内空气恶化、降低列车载客量，并延长列车停站时间。铁路部门也开始延长站台长度，增加列车密度，减少拥堵导致的意外。2018年，死亡率开始下降。
2019年，中部及西部铁路区开始在市郊列车车门上安装蓝色警告灯，警告灯在列车即将启动时闪烁，告知乘客此时上车不安全。两个铁路区同时也在站台上绘制界线，让乘客与移动的列车保持最小安全距离。

## 事件
- 1993年3月12日，雷伊路站（英语：Reay Road railway station）发生炸弹爆炸事件[59]。
- 2003年3月13日，穆伦德站（英语：Mulund railway station）发生炸弹爆炸事件（英语：13 March 2003 Mumbai Train Bombing），20人死亡[60][61]。
- 2006年7月11日，市郊铁路西线发生连环爆炸案，共209人死亡[62]。
- 2008年11月26日，贾特拉帕蒂·希瓦吉终点站在连环恐怖袭击中受到袭击，至少60人死亡[63]。
- 2021年4月17日17時3分，一名視障母親帶著6歲孩子在中央線的旺卡尼站（英语：Vangani railway station）候車時，孩子從月台邊緣掉落軌道，一列特快列車即將通過，鐵路工人謝爾克（Mayur Shelkhe），立刻冒命衝過去將孩子救起，站務員並揮旗使列車停下，謝爾克與孩子都安全爬上月台，雙方都冒著生命危險，距離特快列車疾駛而過只有短短幾秒，列車也停了一會兒，此事件過程經閉路電視攝影機拍攝到。印度鐵路部稱讚謝爾克的善行義舉，並頒發印度盧比5萬元現金。[64] [65]